# Погорільська ЗОШ I-III ступенів
Погорільська ЗОШ І—ІІІ ступені́в — загальноосвітня школа І—ІІІ ступенів, розташована в центрі села Погорільці Семенівського району Чернігівської області.

## Історія
Сучасна Погорільська загальноосвітня школа І – ІІІ ступенів розташована в центрі села Погорільці Семенівського району Чернігівської області.
Початок літопису школи сягає аж у 1874 рік. В містечку Погорільці було відкрито двокласне міністерське училище. Навчалося в ньому 45 дітей багатіїв.
У 1888 році воно було закрито через непридатність приміщення.
У 1890 році поновлено роботу двокласного міністерського училища.
У 1897 році почала працювати земська школа з 4-х річним строком навчання. Були побудовані земством шкільні приміщення. Навчалися діти багатих селян. Діти бідняків ходили до школи восени та навесні ( взимку не було в що взутися, одягнутися ). Про навчання в школі вони тільки мріяли.
У 1925 в селі вже працює початкова школа на 305 учнів, їх навчали п’ять учителів, головним завданням яких, була ліквідація неписемності. Для дорослого населення діяло сім гуртків лікбезу.
У 1940 році школа стає неповною середньою, в ній навчається 390 учнів, педагогічний колектив складався з 26 вчителів.
З 26 серпня 1941 року навчання юнаків та дівчат було перервано подіями Великої Вітчизняної війни до 10 жовтня 1943 року. З 10 жовтня 1943 року розпочала роботу початкова школа, а з 22 жовтня 1943 року – семирічна.
У 1951 році семирічна школа стає середньою. До 1978 року Погорільська середня школа працювала у семи приміщеннях, мала інтернат на десять осіб.
У 1978 році було збудовано нову двоповерхову школу на 320 місць за  проектом № 224 – 1 – 156/74, загальною площею 2299, 81 м2.У школі є їдальня на 60 місць, спортивний зал – 177 м2, 11 класних кімнат, кабінети фізики, хімії, французької мови, географії, біології, української мови та літератури, комп’ютерний клас ( 17 комп’ютерів),  майстерня по дереву та металу на 20 посадових місць, бібліотека, кабінети директора та завуча, кімната учнівського самоврядування, методичний куточок в кабінеті завуча, який є творчою лабораторією для вчителів усіх предметів.
У 2008 році в школі створена «Українська світлиця».
Земельна ділянка навколо школи 1,34 га. Пришкільна ділянка – 0,44 га, квітники – 0,10 га, поля фільтрації, кочегарка, гараж – 0,40 га, спортивний та військовий майданчики – 0,40 га. Воду постачає в школу башта Рожновська.
За весь час роботи семирічної школи з 1936 року по 1954 рік випущено 512 учнів з неповною середньою освітою. З 1954 року - 1443 учнів отримали середню освіту.
З 1978 року по 2008 рік Погорільська загальноосвітня школа І – ІІІ ступенів виховала 68 учителів, які зараз працюють у педагогічних закладах різних куточків України та Росії.
На території школи розташований діючий історико-краєзнавчий музей, який висвітлює славне історичне минуле с. Погорільці. Керівник музею, вчитель  історії Лисенко О.О., разом з гуртківцями  «Пошук», займаються дослідницькою роботою по вивченню історичного минулого нашого краю. Музей має п’ять кімнат, які розповідають історію села починаючи з найдавніших часів і до сьогодення. Є кімната присвячена нашому земляку, учаснику ІІ світової війни,  генералу-майору І.Д.Бурмакову. Він у роки ІІ світової  війни командував 31-ю стрілковою дивізією, яка у 1943 році полонила головнокомандуючого німецької армії Паулюса.
Також зібрані матеріали про юного месника Васю Коробка. Це: фотографії, спогади про героя батьків, родичів, друзів, стенди про рейди теплохода, який носить ім’я нашого земляка, карта-схема тих країн, де побував теплохід, фотографії членів екіпажу.
У вересні 2007 року на території школи було відкрито пам’ятний знак видатним класикам світової літератури, які довгий час жили та творили на нашій Погорільській землі: письменникам Антонію Погорільському та Олексію Костянтиновичу Толстому. Сюди ж у Погорільці приїжджали поети - брати Жемчужникові, художники - брати Маковські. Наша природа, село, люди давали їм натхнення для творчості.
Найбільше й найдорожче добро в кожного народу – це його історія, яку ми пам’ятаємо і пишаємося людьми, які жили на Погорільській землі.
Зі стін школи вийшли вихованці, які досягли значних успіхів у житті, ними пишається школа:
Сунко О.С. – член Національної спілки журналістів України, 1947 рік закінчив школу.
Коробко В.Г. – кандидат технологічних наук, працював в Чернігівському технічному інституті.
Тишик Т.М. – провізор-фармацевт Чернігівської області.
Литвин М.Б. – викладач Брянського педагогічного університету, 1972 рік закінчив школу.
Горовець М.М. – прокурор Кіровоградської області, 1971 рік закінчив школу.
Панкратьєв С.М. – співак Київського оперного театру, 1978 рік закінчив школу.
Коробко Л.М. – викладач Ірпінської налогової академії, 1978 рік закінчила школу.
Кулак М.Д. – директор Семенівського райагролісгоспу, 1977 рік закінчив школу.
Сунко В.М. – лікар-хірург вищої категорії, кандидат медичних наук м.Київ.
Литвин П.Б. – викладач Брянського педагогічного університету, 1981 рік закінчив школу.
Горовець С.В. – працівник адміністрації президента України, 1982 рік закінчив школу. 